# Apsadaropteryx elongatulus
Apsadaropteryx elongatulus är en insektsart som först beskrevs av George Willis Kirkaldy 1906.  Apsadaropteryx elongatulus ingår i släktet Apsadaropteryx och familjen sköldstritar. Inga underarter finns listade i Catalogue of Life.